# Espargos
Espargos (officieel Cidade Dos Espargos) is de hoofdplaats van het eiland Sal in Kaapverdië. De stad dankt zijn naam aan de wilde asperge die op het eiland groeit.
De stad ligt centraal op het eiland en pal ten noorden van de enige luchthaven. 
Aangezien alle wegen hier samenkomen is het ook het economische centrum van het eiland. Aangezien er op Sal geen grondstoffen noch productiebedrijven zijn, is de economische activiteit beperkt tot handel, toerisme en de luchthaven.
Er is een kerkje op het centrale plein van Espargos.

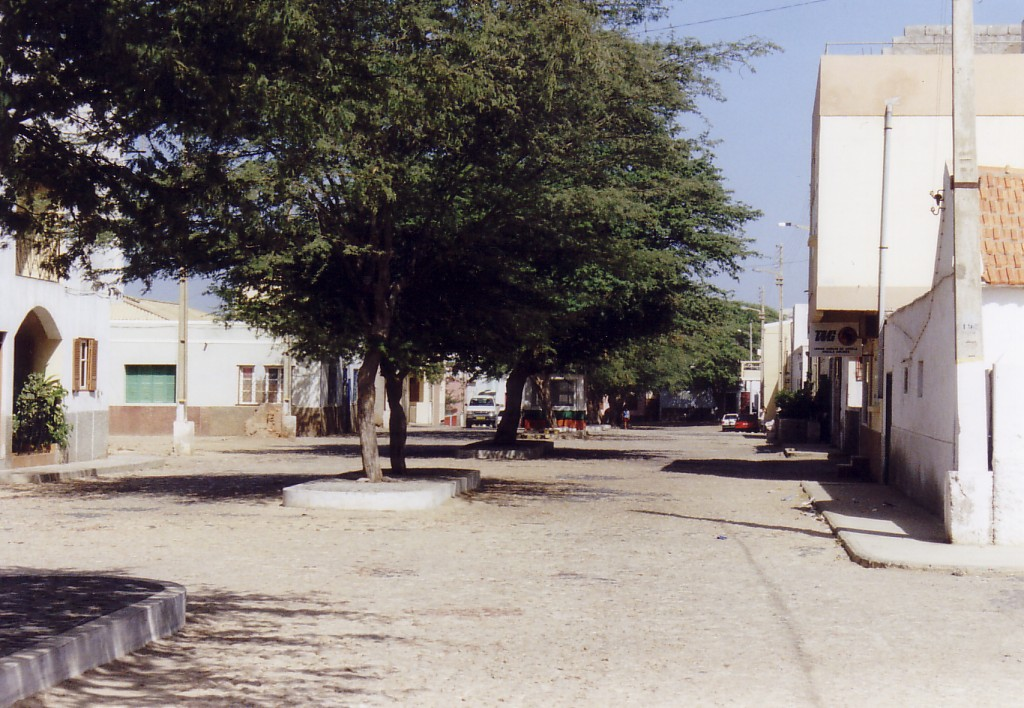
Een straatje in het centrum van Spargos